# Conrad Ditlev Reventlow
 Ikke at forveksle med Ditlev Conrad Reventlow.
Conrad Ditlev lensgreve Reventlow (født 23. juli 1704 i Frankfurt am Main, død 24. juli 1750 på Bornholm) var en dansk gehejmeråd.
Han var søn af gehejmeråd, grev Christian Ditlev Reventlow, studerede i udlandet (immatrikuleret 1722 i Leiden), fik allerede 1721 kammerherrenøglen, var 1725-31 amtmand over Haderslev Amt, blev 1728 Ridder af Dannebrog, 1740 gehejmeråd, 1747 deputeret i General-Landets Økonomi- og Kommercekollegium og gehejmekonferensråd, 1748 præsident i Højesteret, 1749 stiftamtmand over Sjællands Stift og amtmand over Københavns Amt, fik 1750 enkedronningens orden og døde på Bornholm 24. juli samme år.
Ved sin faders død succederede Reventlow i besiddelsen af grevskabet Reventlow i Sundeved, baroniet Brahetrolleborg samt stamhusene Krenkerup og Frisenvold m.m. Hans virksomhed som godsejer synes især at have været knyttet til Brahetrolleborg, hvis styrelse han overtog snart efter baroniets overdragelse til faderen (1722); han havde her en dygtig og pålidelig hjælper i Frederik Bagger, ved hvis bistand han både forbedrede og forøgede godset.
Reventlow havde 20. september 1731 ægtet prinsesse Vilhelmine Augusta af Slesvig-Holsten-Nordborg-Plön (1704-1749), datter af prins Christian Carl og Dorothea Christine f. von Aichelberg.